# 젤다의 전설 신들의 트라이포스
《젤다의 전설 신들의 트라이포스》는 닌텐도가 개발하고 판매한 비디오 게임이다. 《젤다의 전설》 시리즈의 세 번째 게임으로 슈퍼 패미컴으로 제작됐다. 영어판 제목은 《젤다의 전설: 과거로의 링크》 이다.
링크는 7명의 현자의 딸을 구하고 가논을 쓰려뜨려야 한다. 신들의 트라이포스에서는 젤다의 전설 2의 사이드뷰 횡스크롤 형식 대신 젤다의 전설처럼 탑뷰 방식을 채용하였으며, 본작에서 처음으로 훅샷이 등장한다. 이때 엄청난 (그때 당시에는)기술이 선보여 지는데 바로 얼굴이 함께 회전하는 회전베기였다. 즉 젤다의 전설 신들의 트라이포스가 회전베기의 시초인 셈이다.

## 주된 등장 인물
링크 (リンク)
본작의 주인공. 디폴트 네임은 존재하지 않지만, 외관이나 당시의 CM의 영향으로 인해 링크로 불렸다.
나이트의 일족의 후예로서 검술의 초보를 숙부로부터 받아온 듯하다. 나이트의 일족의 비전의 기술, 회전베기를 잘 다룬다. 본작에서는 왼손잡이.
SFC 시대에 나온 드라마 CD의 성우는 미도리카와 히카루이지만, GBA판으로 붙은 보이스는 타키모토 후지코.
머리카락의 색은 공식 일러스트에서는 금발이나, 게임상에서는 복식에 따라 달라진다.
주인공의 삼촌 (主人公のおじさん)
주인공과 함께 살고 있는 숙부. 어느 날 밤, 젤다 공주를 돕기 위해 성으로 향하지만 지하도에서 힘이 다해 쓰러지며, 때마침 도착한 주인공에게 검과 방패를 넘겨주고 사망한다. 엔딩에서는 트라이포스의 힘으로 부활한다.
젤다 공주 (ゼルダ姫)
하이랄 왕국의 왕녀. 7현자의 혈통을 이어받아 그 힘을 이용하려고 하는 아그님에 의해 성의 지하소굴에 유폐되어 있었다.
사제 아그님 (司祭アグニム)
갑자기 하이랄 왕국에 온 수수께끼의 사제. 마술로 병사들을 조종하여 왕위를 찬탈하고,  어둠의 세계와 빛의 세계를 연결하기 위해 7현자의 먼 후손인 소녀들을 제물로 삼는다. 가논의 분신.
사하스라라 (サハスラーラ)
하이랄의 장로로 7현자의 후손. 본래 카카리코 마을에 살고 있었지만 현재는 마을을 잠시 떠났다. 왕국에 전해지는 전설에 대해 해박한 지식을 가지고 있어 주인공에게 여러 모로 조언을 준다.
아지나 (アジナー)
무늬해의 사막의 동굴에 있는 노인. 하이리아의 고대 문자에 관한 조언을 준다.
신부 (神父)
교회에서 젤다를 숨겨주는 신부. 주인공에게 교회에 병사들이 쳐들어와 젤다 공주를 납치해 갔으며, 그녀가 있는 곳을 전하고 사망한다. 엔딩에서는 부활.
가논 (ガノン)
본작의 라스트 보스. 원래는 도적이었으나, 성지를 찾아 트라이포스의 힘을 손에 넣고 세계를 자신의 손아귀에 넣겠다는 일념으로 트라이포스의 힘을 이용해 성지를 어둠의 세계로 타락시켰다. 그러나 빛의 세계에 돌아가는 방법을 몰랐기에 분신의 아그님을 빛의 세계에 보내 두 개의 세계를 연결하려 하고 있었다. 거대한 멧돼지와 같은 용모를 하고 있다.
어둠의 마법 및 불꽃의 마법 등을 사용하며, 삼지창을 이용해 트리키한 전법으로 싸운다.
가논돌프라는 이름은 이 작품에서 처음 나왔으나 인간의 모습을 볼 수 있는 것은 이후에 발매된 시간의 오카리나 이후부터이다.

### 내용주
1. ↑  일본어: ゼルダの伝説　神々のトライフォース
2. ↑  영어: The Legend of Zelda: A Link to the Past

### 참조주
1. ↑  “The Legend of Zelda: A Link to the Past reviews”. GameRankings. 2014년 12월 30일에 원본 문서에서 보존된 문서. 2007년 3월 7일에 확인함.
2. 1 2  “The Legend of Zelda: A Link to the Past Reviews”. GameRankings. 2010년 4월 13일에 원본 문서에서 보존된 문서. 2007년 4월 30일에 확인함.
3. ↑  “Legend Of Zelda: A Link to the Past, The”. 《Metacritic》. 2008년 6월 4일에 원본 문서에서 보존된 문서. 2008년 4월 6일에 확인함.
4. ↑  Reges, Julia. “The Legend of Zelda: A Link to the Past – Review”. AllGame. 2014년 11월 14일에 원본 문서에서 보존된 문서. 2011년 6월 17일에 확인함.
5. ↑  Marriott, Scott Alan. “The Legend of Zelda: A Link to the Past – Review”. AllGame. 2014년 11월 14일에 원본 문서에서 보존된 문서. 2015년 3월 3일에 확인함.
6. ↑  Harris, Steve; Semrad, Ed; Alessi, Martin; Sushi X (March 1992). “Review Crew: Zelda III”. 《Electronic Gaming Monthly》 (Ziff Davis Media) (32): 22.
7. ↑  スーパーファミコン SUPER FAMICOM - ゼルダの伝説 -神々のトライフォース-. Weekly Famicom Tsushin. No.225. Pg.90. April 9, 1993.
8. ↑  “ProReviews: The Legends of Zelda: A Link to the Past”. 《GamePro》 (IDG Communications) (37). August 1992.
9. ↑  Dingo, Star. “The Legend of Zelda: A Link to the Past Review from”. 《GamePro》. 2010년 8월 15일에 원본 문서에서 보존된 문서. 2011년 10월 1일에 확인함.
10. ↑  Gerstmann, Jeff (2002년 12월 9일). “The Legend of Zelda: A Link to the Past GBA review”. 《GameSpot》. 2007년 6월 19일에 확인함.
11. ↑  Harris, Craig (2002년 12월 3일). “Legend of Zelda: A Link to the Past”. 《IGN》. 2007년 3월 19일에 확인함.
12. ↑  George Sinfield & Rob Noel (March 1992). “Now Playing: The Legend of Zelda: A Link to the Past”. 《Nintendo Power》 (Nintendo of America) (34): 105.